# Pedro Lourenço do Amaral
Pedro Lourenço do Amaral (? - 1384/1385), foi um prelado português.

## Biografia
D. Pedro Lourenço do Amaral era filho sacrílego de D. João Anes do Amaral que, a 4 de Agosto de 1312, sendo chantre, foi feito deão da Sé de Viseu, neto paterno de João Lourenço do Amaral e de sua mulher Maria Fernandes Barrantes, espanhola, e irmão de D. João Anes do Amaral, Bispo de Évora, e de Maria Anes do Amaral, mulher de João Anes de Loureiro (c. 1322 - d. 1368), Escudeiro, 2.º Senhor de Loureiro, com geração.
Foi 7.º Senhor da Honra do Amaral e 6.º Senhor do Souto de Lourosa
Foi 19.º Bispo de Viseu de 1383 a 1384 ou 1385.